# Quyền LGBT ở Thổ Nhĩ Kỳ
Quyền đồng tính nữ, đồng tính nam, song tính và chuyển giới ở Thổ Nhĩ Kỳ phải đối mặt với những thách thức pháp lý mà những người không phải LGBT không gặp phải. Hoạt động tình dục đồng giới đã được hợp pháp hóa trong Đế quốc Ottoman (tiền thân của Cộng hòa Thổ Nhĩ Kỳ hiện đại) vào năm 1858 và ở Thổ Nhĩ Kỳ hiện đại, hoạt động đồng tính luôn là một hành động hợp pháp kể từ ngày được thành lập vào ngày 29 tháng 10 năm 1923. LGBT người dân có quyền xin tị nạn ở Thổ Nhĩ Kỳ theo Công ước Geneva từ năm 1951, nhưng các cặp đồng giới không được cung cấp các biện pháp bảo vệ pháp lý tương tự cho các cặp dị tính. Chuyển đổi giới tính đã được phép thay đổi giới tính hợp pháp của họ kể từ năm 1988. Mặc dù các biện pháp bảo vệ phân biệt đối xử về xu hướng tính dục và bản sắc giới tính hoặc biểu hiện đã được tranh luận về mặt pháp lý, nhưng chúng vẫn chưa được luật hóa. Dư luận xã hội về đồng tính luyến ái nói chung là bảo thủ, và người LGBT đã được báo cáo rộng rãi để trải nghiệm sự phân biệt đối xử, quấy rối và thậm chí bạo lực trong những năm gần đây.

## Tính hợp pháp của quan hệ đồng giới
Hành vi tình dục đồng tính giữa người lớn đồng ý riêng tư không phải là một tội ác ở Thổ Nhĩ Kỳ. Độ tuổi đồng ý trong Thổ Nhĩ Kỳ là tuổi chiếm đa số (được đặt ở 18 theo Điều 11 của Bộ luật Dân sự Thổ Nhĩ Kỳ).
Theo Điều 104 Bộ luật Hình sự Thổ Nhĩ Kỳ (Türk Ceza Kanunu), quan hệ tình dục với trẻ vị thành niên ở độ tuổi 15, 16 và 17 chỉ có thể bị truy tố khi có khiếu nại. Tuy nhiên, nếu người phạm tội là người bị cấm kết hôn với đứa trẻ theo pháp luật hoặc là người có nghĩa vụ chăm sóc đứa trẻ do nhận nuôi hoặc chăm sóc nuôi dưỡng, thì công tố không yêu cầu khiếu nại và hình phạt là làm nặng thêm.
Điều 103 quy định bất kỳ loại hoạt động tình dục nào với trẻ vị thành niên dưới 15 tuổi (hoặc trẻ vị thành niên dưới 18 tuổi không có khả năng hiểu ý nghĩa pháp lý và hậu quả của các hành động đó) như lạm dụng tình dục trẻ em.. Bộ luật hình sự cũng đã đưa ra những lệnh cấm mơ hồ về "chủ nghĩa triển lãm công cộng" và "tội chống lại đạo đức công cộng" có thể được sử dụng để quấy rối người đồng tính và chuyển giới. Các thị trấn và thành phố riêng lẻ được đưa ra một số thời gian trong việc ban hành luật địa phương được thiết kế để bảo vệ "đạo đức công cộng".

## Tổ chức dân quyền LGBT

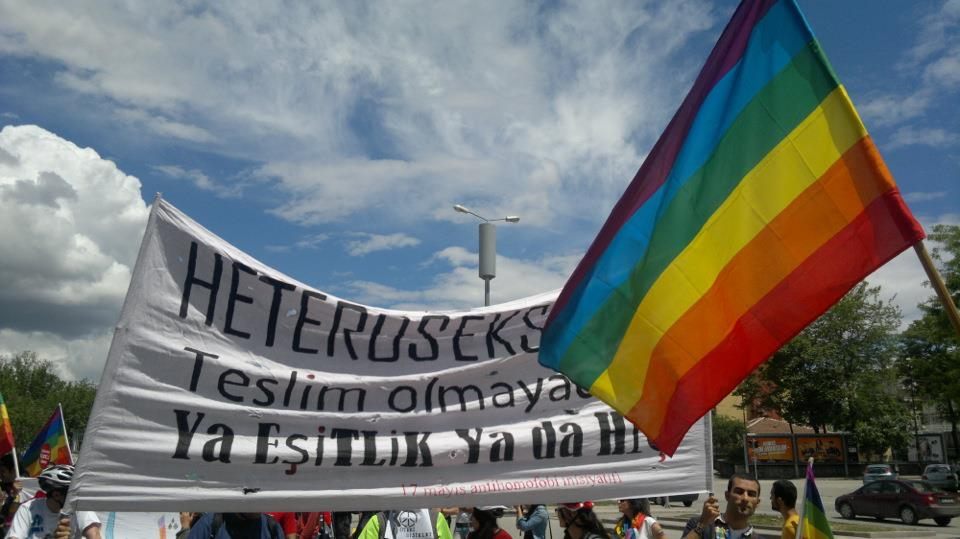
Diễu hành Ankara Pride năm 2012, Kızılay, Ankara

Tổ chức quyền dân sự dựa trên cộng đồng LGBT chính là KAOS GL, được thành lập năm 1994 tại Ankara. Lambdaistanbul, một thành viên của ILGA-Europe, được thành lập năm 1993 tại Istanbul, đã bị giải tán vào tháng 5 năm 2008. Công tố cho rằng tên và hoạt động của nó là "chống lại luật pháp và đạo đức." Phán quyết đó, bị chỉ trích gay gắt bởi Tổ chức Theo dõi Nhân quyền, cuối cùng đã bị lật lại bởi Tòa án phúc thẩm tối cao của đất nước vào ngày 22 tháng 1 năm 2009.
Trong những năm đầu thập niên 1990, các đề xuất hợp tác của các tổ chức đã bị Ủy ban Nhân quyền Chính phủ từ chối. Tháng 4 năm 1997, khi các thành viên của Lambda Istanbul được mời tham dự Đại hội toàn quốc về AIDS, đánh dấu lần đầu tiên một tổ chức LGBT của Thổ Nhĩ Kỳ được đại diện ở cấp chính phủ. Trong những năm đầu thập niên 2000 (thập kỷ), các tổ chức mới bắt đầu được thành lập ở các thành phố khác ngoài Istanbul và Ankara, như Hiệp hội LGBT cuộc sống màu hồng ở Ankara, Nhóm cầu vồng ở Antalya và Sáng kiến Piramid LGBT DIYarbakir ở Dıyarbakır.
Năm 1996, một tổ chức LGBT khác, LEGATO, được thành lập như một tổ chức của sinh viên đại học, sinh viên tốt nghiệp và học giả Thổ Nhĩ Kỳ, với văn phòng đầu tiên tại Đại học kỹ thuật Trung Đông. Tổ chức tiếp tục phát triển với các chi nhánh khác trong nhiều trường đại học khác và báo cáo 2000 thành viên. Vào tháng 3 năm 2007, lần đầu tiên LGBT sinh viên được tổ chức với tư cách là một câu lạc bộ sinh viên (Gökkuşağı - bằng tiếng Việt: cầu vồng) và Câu lạc bộ Gotkkuşağı đã được chính thức Đại học Bilgi.
Vào tháng 6 năm 2003, cuộc tự hào LGBT công khai đầu tiên trong lịch sử Thổ Nhĩ Kỳ, được tổ chức bởi Lambdaistanbul, được tổ chức tại Đại lộ Istiklal. Vào tháng 7 năm 2005, KAOS GL đã áp dụng cho Bộ Nội vụ và được công nhận hợp pháp, trở thành tổ chức LGBT đầu tiên ở nước này có tư cách pháp nhân. Vào tháng 9 cùng năm, một vụ kiện của Thống đốc Ankara đã được đệ trình để hủy bỏ tư cách pháp lý này, nhưng yêu cầu đã bị công tố viên từ chối. Vào tháng 8 năm 2006, cuộc diễu hành đồng tính ở Bursa được tổ chức bởi Nhóm cầu vồng, được chính thức phê duyệt bởi Văn phòng Thống đốc, đã bị hủy do các cuộc biểu tình công cộng quy mô lớn của một nhóm công dân có tổ chức.
Các tổ chức tích cực tham gia vào các chương trình giáo dục HIV/AIDS và các cuộc diễu hành trong Ngày tháng Năm.
Vào tháng 9 năm 2005, Văn phòng Thống đốc Ankara đã cáo buộc KAOS GL "thành lập một tổ chức chống lại luật pháp và các nguyên tắc đạo đức." Vào tháng 7 năm 2006, họ cũng đã cố gắng đóng cửa nhóm nhân quyền Pink Life LGBT Association (Pembe Hayat), hoạt động với người chuyển giới, tuyên bố với các công tố viên rằng hiệp hội phản đối "đạo đức và cấu trúc gia đình." Both charges were ultimately dropped.
Vào năm 2006, Lambda Istanbul đã bị đuổi khỏi cơ sở vì chủ nhà không hài lòng với thực tế là tổ chức này đang quảng bá quyền LGBT. Vào năm 2008, một vụ kiện ở tòa án đã được đưa ra để đóng cửa Lambda Istanbul, và mặc dù ban đầu tòa án cấp thấp đã quyết định ủng hộ việc đóng cửa hiệp hội, quyết định này đã bị Tòa án Hiến pháp Thổ Nhĩ Kỳ lật đổ và Lambda Istanbul vẫn mở.
Vào ngày 10 tháng 6 năm 2018 đã được tổ chức Niềm tự hào thứ 6, trong Alsancak. Khoảng 50.000 thành viên LGBTI +, đồng minh và những người ủng hộ nhân quyền đã tham gia tại Pride, đi bộ dọc theo con đường bên bờ sông, Kordon. Nó bắt đầu trên Kıbrıs Şehitleri Avune và nó đã kết thúc trước Trung tâm Văn hóa Türkan Saylan.
Vào tháng 4 năm 2019, tòa án Ankara đã dỡ bỏ lệnh cấm đối với các sự kiện LGBTI tại thủ đô của Thổ Nhĩ Kỳ.. Được biết, chính nhóm quyền LGBT + của Thổ Nhĩ Kỳ KAOS GL đã tìm cách kháng cáo sau khi không thành công vào năm ngoái.

### Istanbul Pride

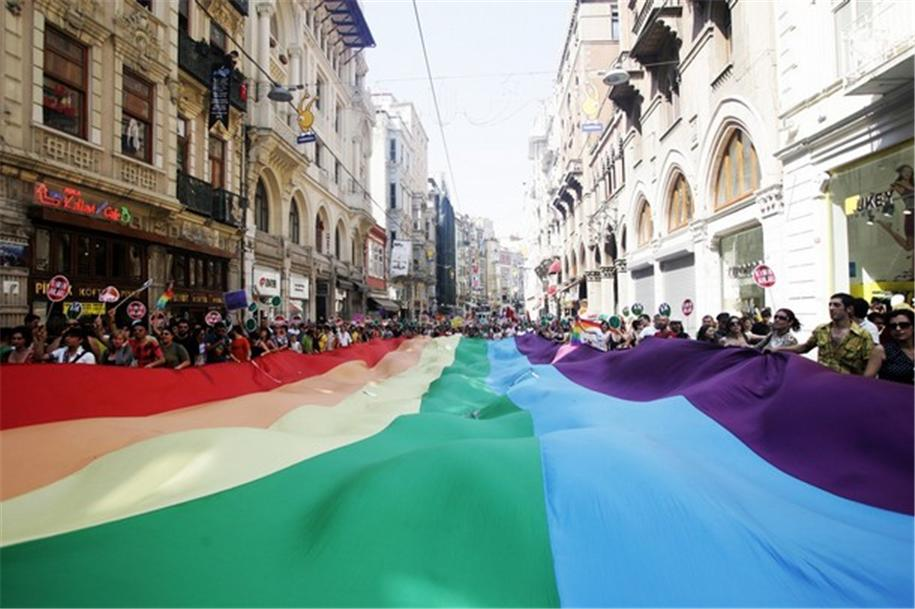
Người Thổ Nhĩ Kỳ đồng tính và các nhà hoạt động nhân quyền hô vang khẩu hiệu chống lại chính sách của chính phủ Thổ Nhĩ Kỳ trên Đại lộ İstiklal ở Istanbul

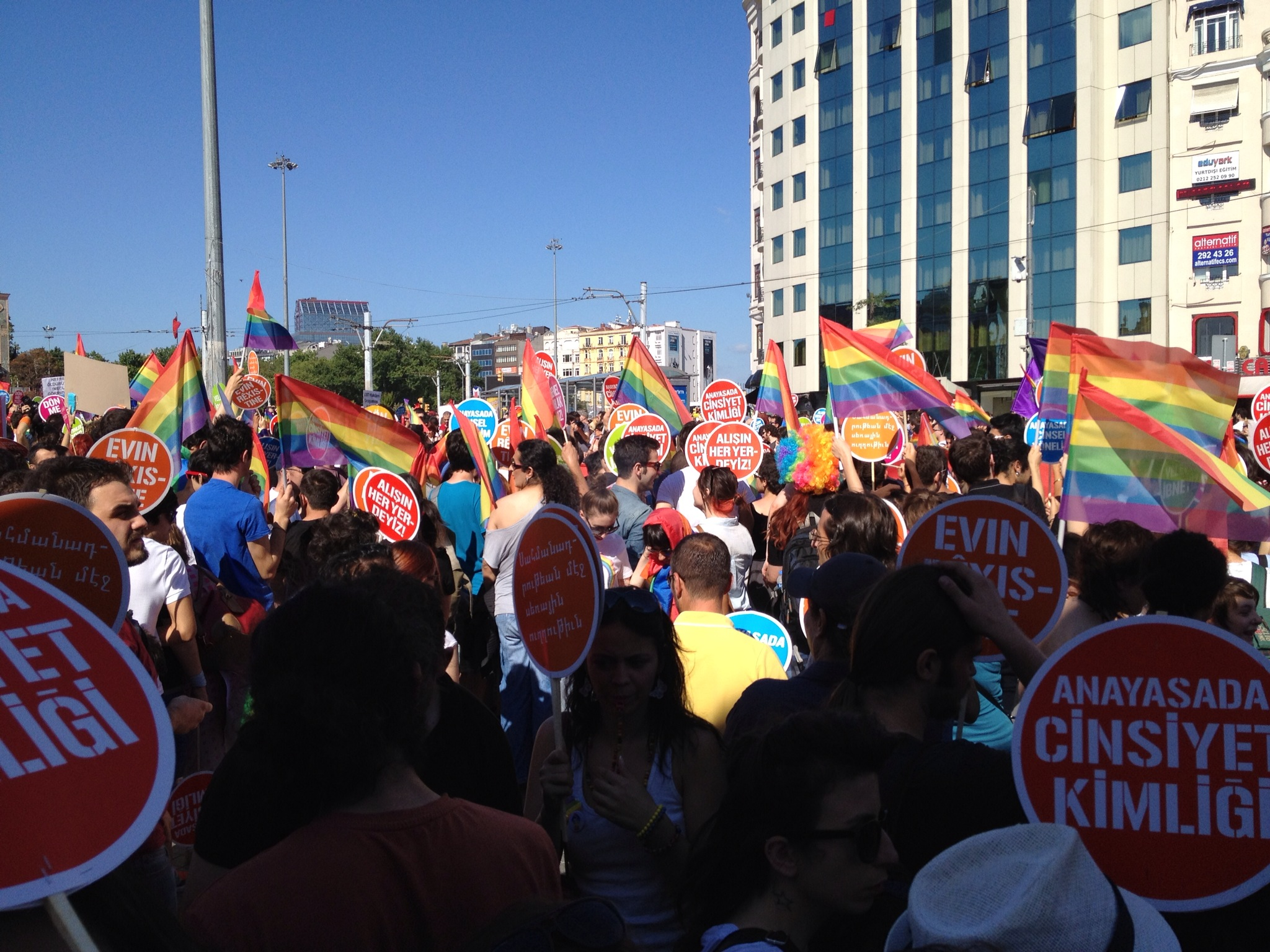
Diễu hành Istanbul Pride năm 2012

Istanbul Pride là một diễu hành niềm tự hào đồng tính và LGBT được tổ chức hàng năm tại thành phố lớn nhất của Thổ Nhĩ Kỳ, Istanbul. Sự kiện này lần đầu tiên diễn ra vào năm 2003 và bây giờ xảy ra mỗi năm vào Chủ nhật cuối cùng của tháng 6 hoặc Chủ nhật đầu tiên của tháng 7, để đánh dấu sự kết thúc của tuần tự hào Istanbul. Khoảng 30 người đã tham gia vào Gay Pride Istanbul đầu tiên. Con số đã tăng theo cấp số nhân mỗi năm, đạt khoảng 5.000 người vào năm 2010. Cuộc tụ họp năm 2011 đã thu hút hơn 10.000 người, do đó biến Gay Pride Istanbul trở thành cuộc tuần hành lớn nhất của loại hình này trong Thế giới Hồi giáo. Cuộc tuần hành tự hào năm 2012, diễn ra vào ngày 1 tháng 7, đã thu hút từ 10.000 đến 30.000 người.
Những người tham gia tập hợp tại Quảng trường Taksim trước khi diễu hành toàn bộ chiều dài của Đại lộ İstiklal. Đây là một đại lộ dành cho người đi bộ rộng và là một trong những không gian công cộng quan trọng nhất của Istanbul, ngôi nhà thường xuyên của Bayram và các lễ hội trong khu vực.
Vào ngày 30 tháng 6 năm 2013, cuộc diễu hành niềm tự hào đã thu hút gần 100.000 người. Những người biểu tình đã tham gia biểu tình ở Công viên Gezi, biến Istanbul Pride 2013 trở thành niềm tự hào lớn nhất từng được tổ chức tại Thổ Nhĩ Kỳ. Niềm tự hào năm 2014 đã thu hút hơn 100.000 người. Liên minh châu Âu ca ngợi Thổ Nhĩ Kỳ rằng cuộc diễu hành đã diễn ra mà không bị gián đoạn. Vào Chủ nhật ngày 29 tháng 6 năm 2015, Reuters đã báo cáo rằng cảnh sát Thổ Nhĩ Kỳ đã sử dụng một khẩu súng nước để giải tán cuộc diễu hành niềm tự hào đồng tính.
Vào năm 2016, cuộc tuần hành tự hào đã bị chính quyền địa phương cấm "vì sự an toàn của công dân chúng tôi, trước hết và trên hết là những người tham gia và, vì trật tự công cộng.". Các tổ chức LGBT cũng không được phép đưa ra tuyên bố báo chí. Chính quyền Istanbul một lần nữa tuyên bố rằng việc tập hợp LGBT sẽ không được phép. "Trong Luật số: 5442, yêu cầu này đã không được chấp thuận do các cuộc tấn công khủng bố đã xảy ra ở nước ta và khu vực; bởi vì các hành động và sự kiện khiêu khích có thể xảy ra khi sự nhạy cảm xuất hiện trong xã hội được đưa vào và vì nó có thể gây ra sự gián đoạn trong trật tự công cộng và mọi người - bao gồm cả những người tham gia sự kiện - sự yên tĩnh, an ninh và phúc lợi."
Vào năm 2017, Văn phòng Thống đốc Istanbul một lần nữa đã cấm Cuộc diễu hành tự hào LGBT, với lý do lo ngại về an ninh và trật tự công cộng.
Năm 2018, trong năm thứ tư liên tiếp, Văn phòng Thống đốc Istanbul một lần nữa cấm Diễu hành tự hào LGBT, với lý do lo ngại về an ninh và trật tự công cộng, nhưng khoảng 1.000 người đã bất chấp lệnh cấm, họ đã gặp phải hơi cay và đạn cao su. 11 người tham gia đã bị bắt giữ.

## Bảng tóm tắt
| Hoạt động tình dục đồng giới hợp pháp                                                                                       | (Từ năm 1858)                                             |
| Độ tuổi đồng ý (18) | (Từ năm 1858)                                             |
| Luật chống phân biệt đối xử trong việc làm                                                                                  | Yes                                                       |
| Luật chống phân biệt đối xử trong việc cung cấp hàng hóa và dịch vụ                                                         | Yes                                                       |
| Luật chống phân biệt đối xử trong tất cả các lĩnh vực khác (bao gồm phân biệt đối xử gián tiếp, ngôn từ kích động thù địch) | Yes                                                       |
| Hôn nhân đồng giới | No                                                        |
| Công nhận các cặp đồng giới                                                                                                 | Yes                                                       |
| Công nhận nhận con nuôi cho người độc thân bất kể xu hướng tình dục                                                         | (Từ năm 1858)                                             |
| Con nuôi chung của các cặp đồng giới                                                                                        | No                                                        |
| Người đồng tính nam và đồng tính nữ được phép phục vụ công khai trong quân đội                                              | No                                                        |
| Quyền thay đổi giới tính hợp pháp                                                                                           | (Từ năm 1988)                                             |
| Truy cập IVF cho đồng tính nữ                                                                                               | No                                                        |
| Mang thai hộ thương mại cho các cặp đồng tính nam                                                                           | (Cấm cho mọi công dân)                                    |
| NQHN được phép hiến máu | (Lưỡi liềm đỏ Thổ Nhĩ Kỳ không cho phép hiến máu từ NQHN) |